# Gyponana bocasana
Gyponana bocasana är en insektsart som beskrevs av Delong och Wolda 1984. Gyponana bocasana ingår i släktet Gyponana och familjen dvärgstritar. Inga underarter finns listade i Catalogue of Life.